# El Lago
El Lago est une ville située dans le comté de Harris au Texas, aux États-Unis.